# Gotthold Frotscher
Gotthold Frotscher (* 6. Dezember 1897 in Ossa; † 30. September 1967 in Berlin) war ein deutscher Musikhistoriker.

## Leben
Frotscher war der Sohn von Oberkirchenrat Dr. Paul G. Frotscher und dessen Ehefrau Ida H. Berger. Seinen Schulbesuch am humanistischen Gymnasium in Freiberg konnte Frotscher 1916 als Primus Omnium beenden. Anschließend begann er an den Universitäten Leipzig und Bonn hauptsächlich Musikwissenschaft, Germanistik und Philosophie zu studieren. Seine Professoren waren u. a. Hermann Abert, Albert Köster, Felix Krueger, Hugo Riemann, Arnold Schering, Eduard Spranger und Wilhelm Wundt. 
Mit Wirkung vom 28. März 1922 wurde Frotscher von der Universität Leipzig promoviert; seine  Dissertation hatte das Thema Die Ästhetik des Berliner Liedes im 18. Jahrhundert. Bereits während seines Studiums war er freier Mitarbeiter der Leipziger Abendpost und der Neuen Musikzeitung.
1920 folgte die Gründung einer akademischen Orchestervereinigung in Leipzig und eine Staatsprüfung in Musiktheorie und Orgelspiel in Dresden 1922. Mit dem akademischen Orchester wurden viele historische Konzerte in Leipzig und Konzertreisen durch Sachsen zur Pflege Alter Musik unternommen. Am 22. Mai 1923 heiratete Frotscher Gertrud Luise Heinrichsdorff, eine Tochter von Otto Heinrichsdorff. Mit ihr hatte er zwei Söhne, Arnold und Johann Christian. 
Von 1923 bis 1934 lehrte er an der Technischen Hochschule Danzig. Dort erfolgte 1924 seine Habilitation über Die Hauptprobleme der Musikästhetik des 18. Jahrhunderts (anscheinend bis heute unveröffentlicht).
Nach der „Machtergreifung“ der Nationalsozialisten trat Frotscher zum 1. Mai 1933 der NSDAP bei (Mitgliedsnummer 2.844.274). Er unterzeichnete im November 1933 das Bekenntnis der Professoren an den deutschen Universitäten und Hochschulen zu Adolf Hitler. Er arbeitete als Fachgruppenleiter im Bereich Musik im Kampfbund für deutsche Kultur (KfdK) Danzig. 1935 war er Mitarbeiter und Referent der Hauptabteilung Musik im Kulturamt der Reichsjugendführung und Leiter von deren Orgelarbeitsgemeinschaft.
1936 wurde er an die Universität Berlin berufen und ab 1939 arbeitete er für das Staatliche Institut für Deutsche Musikforschung, wo er sich der „Rasseforschung“ in Hinblick auf die deutsche Musikkultur widmete, verschiedene rassistische Elaborate zum Thema „Musik und Rasse“ publizierte und Reden bei NS-Veranstaltungen hielt. Er war Berater des Propagandaministeriums. Neben seiner „Rassenforschung“ betrieb er orgelkundliche Forschung. Zur Geschichte des Orgelspiels liegen zahlreiche Veröffentlichungen von Frotscher vor. Im Auftrag der Reichsjugendführung gab er die Zeitschrift Musik in Jugend und Volk heraus.
1938 wurde er NSDAP-Ortsgruppenleiter in Hakenfelde.
Nach dem Ende des Zweiten Weltkriegs hatte er ab 1950 einen Lehrauftrag für Musikwissenschaft an der Pädagogischen Hochschule Berlin inne. Ab 1965 schrieb Frotscher als freier Mitarbeiter für die Musikzeitschriften Hi-Fi und Fono Forum.

## Veröffentlichungen (Auswahl)
Bücher
- Die Orgel (Webers illustrierte Handbücher). Weber, Leipzig 1927.
- Geschichte des Orgelspiels und der Orgelkomposition. 2 Bände. Berlin 1935/1936 (Nachdruck: Merseburger, Kassel 1978, ISBN 3-87537-015-5).
- Johann Sebastian Bach und die Musik des 17. Jahrhunderts. Vortrag. Villiger, Wädenswil 1939.
- Goethe und das deutsche Lied. Vortrag. Villiger, Wädenswil 1941.
- Deutsche Orgel-Dispositionen aus fünf Jahrhunderten. Kallmeyer, Wolfenbüttel 1939.
- Aufführungspraxis alter Musik. Ein umfassendes Handbuch über die Musik vergangener Epochen für ihre Interpreten und Liebhaber. Heinrichshofen, Wilhelmshaven 1963 (8. Auflage: Noetzel, Wilhelmshaven 1997, ISBN 3-7959-0072-7).

Aufsätze
- Bachs Themenbildung unter dem Einfluss der Affektenlehre. In: Bericht über den I. Musikwissenschaftlichen Kongress der Deutschen Musikgesellschaft in Leipzig vom 4. bis 8. Juni 1925. Leipzig 1926, S. 436–438.
- Zur Registrierkunst des 18. Jahrhunderts. In: Willibald Gurlitt (Hrsg.): Bericht über die Freiburger Tagung für deutsche Orgelkunst vom 27. bis 30. Juli 1926. Kassel 1926, S. 70–75.
- Zur Problematik der Bach-Orgel. In: Bach-Jahrbuch. 1935, S. 107–121.
- Volksmusik und populare Musik. In: Völkische Musikerziehung. Bd. 2 (1936), H. 1, S. 481–483.
- Ein Danziger Musikantenspiegel. In: Helmuth Osthoff, Walter Serauky, Adam Adrio (Hrsg.): Festschrift Arnold Schering. Berlin 1937, S. 68–75.
- Rassenstil und Brauchtum. In: Völkische Musikkultur. Bd. 3 (1937), S. 3–10.
- Die Wechselbeziehung zwischen Orgelmusik und Orgelbau in Geschichte und Gegenwart. In: Bericht über die zweite Freiburger Tagung für deutsche Orgelkunst. Kassel 1939, S. 98–103.
- Aufgaben und Ausrichtung der musischen Rasseforschung. In: Guido Waldmann (Hrsg.): Rasse und Musik. Berlin 1939, S. 102–112.
- Ein Jahr Musikarbeit in der Hitlerjugend. In: Musik in Jugend und Volk. Bd. 2 (1939), S. 280–282.
- Volksbräuche und Volkslieder der Deutschen in Polen. In: Musik in Jugend und Volk. Bd. 2 (1939), S. 399–405.
- Die Bedeutung der deutschen Musik im Osten. In: Musik in Jugend und Volk. Bd. 4 (1941), S. 2 f.
- Reichskulturtagung der Hitlerjugend. In: Musik in Jugend und Volk. Bd. 4 (1941), S. 161–167.
- Hitlerjugend musiziert! In: Jahrbuch der deutschen Musik. 1943, S. 59 f.
- G. Frescobaldi. In: Deutsche Musikkultur. Bd. 8, Heft 5/6, 1943–1944, S. 80–84.
- Die Oper in der Gegenwart. In: Wolfgang Stumme (Hrsg.): Musik im Volk. Berlin 1944, S. 257–263.
- Die Aufgabe der Musikwissenschaft. In: Wolfgang Stumme (Hrsg.): Musik im Volk. Berlin 1944, S. 356–368.
- Der Begriff der Volksmusik. In: Wolfgang Stumme (Hrsg.): Musik im Volk. Berlin 1944, S. 368–374.
- Der „Klassiker“ Cabanilles. In: Analecta musicologica. Bd. 17 (1962), S. 63–71.

Editionen
- Orgelchoräle um Johann Sebastian Bach. Braunschweig 1937.
- Georg Friedrich Händel, Ouvertüre zu „Xerxes“, Ouvertüre zu „Theodora“, Märsche, Tänze und Spielstücke aus „Ariodante“. Wolfenbüttel 1941–1942.
- Orgelbuch mit Sätzen zu den Feierliedern der Bewegung. 1943.
- Johann Sebastian Bach, 6 Fughetten. Wolfenbüttel 1948.
- Johann Sebastian Bach, 6 Triosonaten, Klavierstücke aus dem III. Teil der Klavier-Übung, 4 Adagios, Aria variata, Französische und Englische Suiten (Urtext), Violin-Konzert (Rekonstruktion der Kantata 35). Halle 1950–1953.
- Johann Sebastian Bach, 6 Triosonaten nach den Orgelsonaten, eingerichtet für Violine 1 (Flöte/Oboe), Violine 2 (Viola), Cello, Cembalo. Halle 1950.
- Georg Philipp Telemann, 4 Violin-Sonaten. Halle 1953.